# Betzdorf (Adelsgeschlecht)

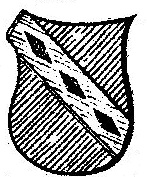
Stammwappen derer von Betzdorff auch Ermarts genannt

Die Familie von Betzdorf, auch Betzdorff bzw. Ermarts,  ist ein Adelsgeschlecht aus dem Westerwald, das an der mittleren Sieg begütert war und in den Diensten des Hauses Sayn stand. Zweige der Familie bestehen bis heute.

## Geschichte

### Herkunft und Wappen
Die Familie benannte sich nach dem gleichnamigen Ort Betzdorf an der Sieg, in dem auch ihr Stammsitz, das Junkernhaus, ein vermutlich aus dem späten 14. Jahrhundert stammendes, heute stark modern überformtes Burghaus in der nördlichen Siegschleife, stand. Die Familie gehörte zu den Geschlechtern, die drei schräggestellte Rauten im Wappen trugen. Wappenähnlichkeit und zahlreiche familiäre Verflechtungen sprechen dafür, dass sie ursprünglich zur Verwandtschaft der Edelfreien von Nister gehörten, zu der neben Grafenfamilien auch niederadelige Geschlechter zählten. Anzunehmen ist, dass die von Betzdorf aus den von Gevertzhagen (Gebhardshain) hervorgingen. Dafür sprechen die mutmaßliche Tingierung des Wappens, die räumliche Nähe und nicht zuletzt eine Häufung gleicher Vornamen. Es ist durchaus möglich, dass die von Betzdorf die Rauten in Schwarz, rechtsschräggestellt auf einem silbernen Balken führten. Wahrscheinlicher ist, dass sie, wie die von Gevertzhagen, die drei Rauten in Silber (evtl. mit goldenem Rand) auf rotem Grund geführt haben. Als Helmzier, wenngleich nicht gesichert, ein Eber wachsend, der dem Wappen der Grafen zu Freusburg entlehnt scheint.

### Linien und Besitzungen
Im Jahr 1271 erscheint ein Ritter Hermann von Betsendorp in einer Schenkungsurkunde an das Kloster Dünnwald bei Köln. Ab 1360 beginnt mit Johann zu Betzdorf die gesicherte Stammreihe. Dessen Söhne Johann, Wilhelm und Arnd waren Parteigänger des fehdefreudigen Junggrafen Gerhard I. von Sayn und begleiteten diesen bei seinen Auseinandersetzungen. Dafür wurde Johann 1398 mit dem Struthof als Burglehen und dem Burgsitz zu Freusburg belehnt. In den folgenden Jahrhunderten erhielt die Familie dieses gräfliche Lehen immer wieder zugesprochen. In saynischen Diensten versahen ihre Angehörigen Hofämter, fungierten als Amtmänner und Burgsassen zu Freusburg oder waren geistliche Würdenträger. Seit 1609 nennt sich dieser Zweig Ermart bzw. Ermert, der neue Familienname leitet sich ab von dem Vorfahren Ermbrecht von Betzdorf. Der saynische Amtmann Avemann vermerkte 1742 hierzu: "dass die Vasallen, Ermarts genannt, mit den vorhergehenden von Betzdorf einerlei Geschlecht (sind)". 1624, während des Dreißigjährigen Krieges, als Kurtrier die Herrschaft über Freusburg übernahm, ging der Familie das Lehen verloren, doch gelang es 1653, nach Rückgabe der Herrschaft an das Haus Sayn, Teile des Lehensgutes zurückzuerwerben. Neben dem Struthofer Lehen besaßen die von Betzdorf, ganz oder zeitweise, Güter und Besitzungen in den Ämtern Freusburg und Hachenburg, darunter das Burghaus nebst freiadeligem Stammgut in Betzdorf, das Burgmannenhaus mit Ländereien in Freusburg, Güter in Hachenburg sowie Höfe in Alsdorf und in Seifen bei Molzhain. Später, nach 1650, auch Höfe in Scheuerfeld, Wissen und Imhausen.
Die Nebenlinie von Betzdorf zu Hachenburg, nachgewiesen bis Ende des 16. Jahrhunderts, hatte Besitztümer in Elkenroth, Korb und Hachenburg. Deren Mitglieder traten als Edelknechte auf, waren Geistliche oder als Beamte und Schöffen der Grafen in der Herrschaft Hachenburg tätig. Von 1437 bis 1508 versahen sie dort fast durchgängig das Amt des Rentmeisters, des leitenden Finanzbeamten der gesamten Grafschaft, zwischen 1454 und 1471 auch das Stadtschultheißenamt. Im engen Umkreis der Grafen standen zudem Gerhard von Betzdorf, der als Erbempfänger Zeuge der letzten Willensbekundung des Grafen Gerhard II. war. Die Brüder Wilhelm und Heinrich traten im Jahr 1494 als Zeugen der Erbteilung zwischen Gerhard III. und dessen Bruder Sebastian I. auf. Gemeinsam mit der Grafenfamilie und anderen Familien der Region gehörten die von Betzdorf der 1292 gegründeten Bruderschaft „Unserer Lieben Frau“ an, die sich um das Wohl der Armen im Siegtal kümmerte. Darüber hinaus belegen Urkunden diverse Stiftungen und Zuwendungen an die Abteien Marienstatt und Michaelsberg, in denen einige Familienangehörige Mönche und Ordensgeistliche waren und dort oftmals das Amt des Kellers innehatten.
Eine andere Seitenlinie, die von Betzdorf zu Au, war von 1533 bis zu ihrem Aussterben im Mannesstamm 1581 im Besitz des Adelshofes Au bei Morsbach. Ein Zweig der Hachenburger Linie hatte sich um 1530 in Köln niedergelassen, bewohnte dort das „Kapellenhaus“, besaß den Betzdorfer Hof in der Nähe von Bonn und gehörte zur städtischen Oberschicht. Diesem entstammte Konrad von Betzdorf (1518–1586), Stadtsyndicus und Gesandter der Reichsstadt, Humanist und 1567 Rektor der Universität Köln. Die Familie ist dort über drei Generationen bis in das 17. Jahrhundert nachweisbar. Letztgenannter führte ein abgeändertes Wappen mit drei schräggestellten Schwalben anstatt der drei Rauten.

## Bekannte Familienmitglieder
Konrad von Betzdorf (1518–1586), Stadtsyndicus, Vizekanzler und 1567 Rektor der Universität Köln, Verfasser der Kölner Prozessordnung.